# Художественный маркированный конверт

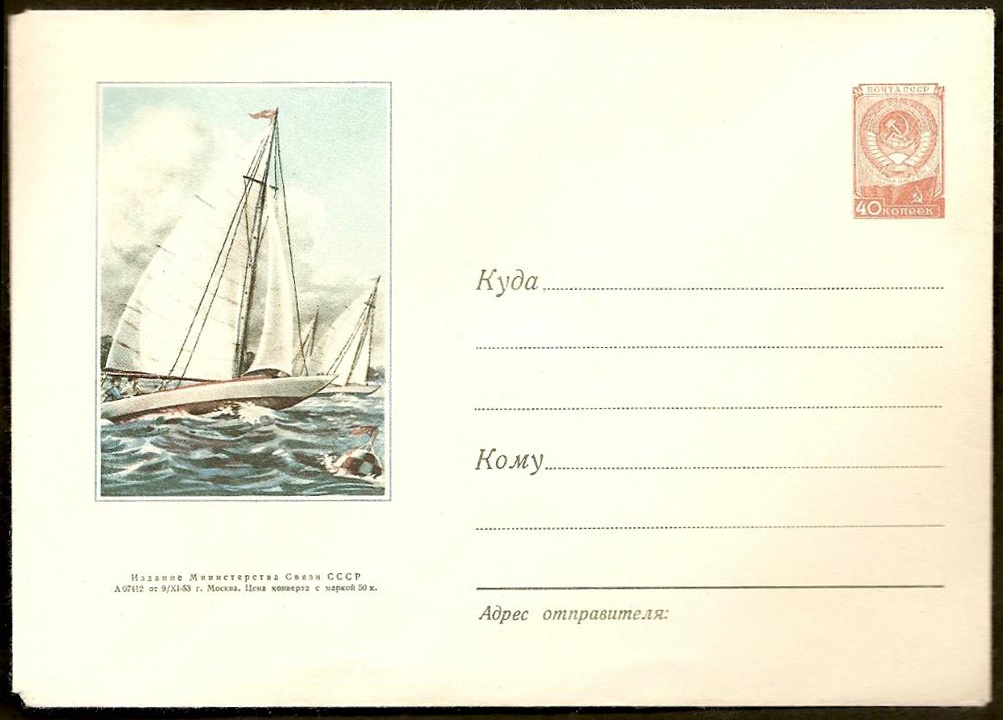
Первый художественный маркированный конверт СССР (1953)

Худо́жественный маркиро́ванный конве́рт (ХМК), или маркиро́ванный иллюстри́рованный конве́рт, — издаваемый в СССР, России и других странах маркированный конверт с иллюстрацией на лицевой (адресной) стороне. В филателии является видом цельной вещи.

## Описание
В Государственном стандарте Российской Федерации «ГОСТ Р 51506-99. Конверты почтовые. Технические требования. Методы контроля» (2000) даны следующие определения:

Конверт маркированный — конверт с типографским изображением на нём почтовой марки.

Конверт иллюстрированный — конверт с рисунком или рекламой.

## История

### СССР
Первый художественный маркированный конверт Министерства связи СССР был выпущен 9 ноября 1953 года. В отличие от маркированных конвертов стандартного образца, выпускавшихся в СССР с 1927 года, ХМК не имели государственного герба и часть их левой стороны стала использоваться под рисунок. На первом советском ХМК были изображены яхты, в качестве знака почтовой оплаты (ЗПО) использовалась марка номиналом в 40 копеек восьмого стандартного выпуска СССР (ЦФА [АО «Марка»] № 1383).
Подавляющее большинство видовых конвертов до 1960 года в качестве иллюстрации имеют цветное фото. В последующие годы фотографии почти полностью уступили место рисункам художников. ХМК в СССР использовались как для внутренней обычной, авиа- и заказной корреспонденции, так и для международной переписки. Ежегодно выпускалось 600—800 сюжетов ХМК. К 1974 году ХМК было издано более 9000.
Последний ХМК, изданный от имени Министерства связи СССР, вышел 3 апреля 1992 года и был посвящён 850 летию города Рогачёва Гомельской области. В качестве ЗПО использовалась марка номиналом в 7 копеек 13-го стандартного выпуска СССР (ЦФА [АО «Марка»] № 6299)
С 1972 года все ХМК печатались на Пермской фабрике Гознака.

### Россия
В России выпуск художественных маркированных конвертов был продолжен Министерством связи России и издательским центром «Марка». Первый конверт, изданный от имени Минсвязи России и ИТЦ «Марка», был выпущен в 1992 году (выходные данные на оборотной стороне конверте: 1992. 26.10.90). Он посвящён Герою Советского Союза лейтенанту А. И. Ермакову, в качестве ЗПО использовалась марка номиналом в 30 копеек первого стандартного выпуска России (ЦФА [АО «Марка»] № 7) К 2007 году почтой СССР и Российской Федерации было выпущено более 20 тысяч видов ХМК.

Художественные маркированные конверты
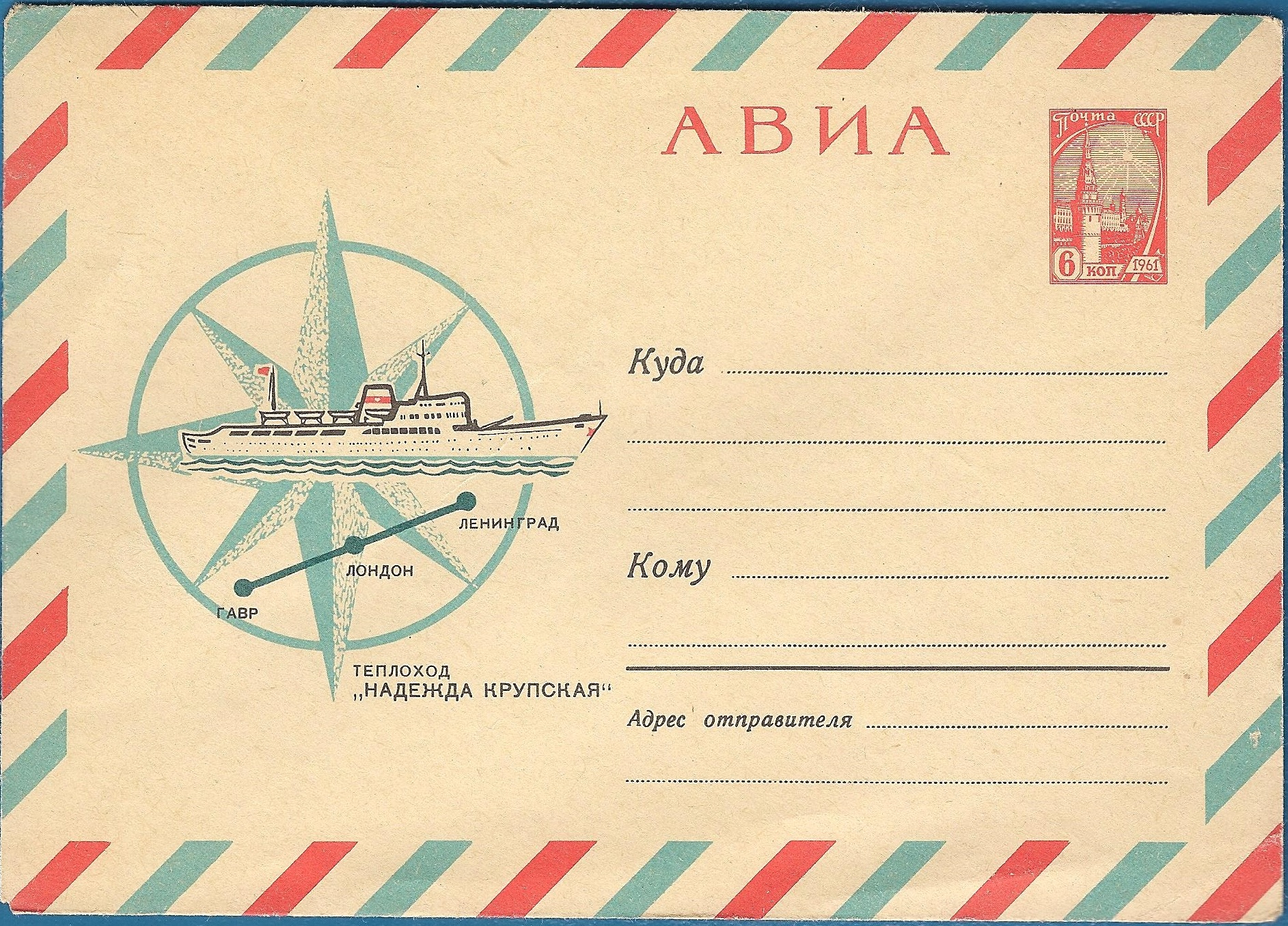
Авиапочтовый художественный маркированный конверт «Теплоход "Надежда Крупская"». 1966 г. Художник: А. В. Борисов
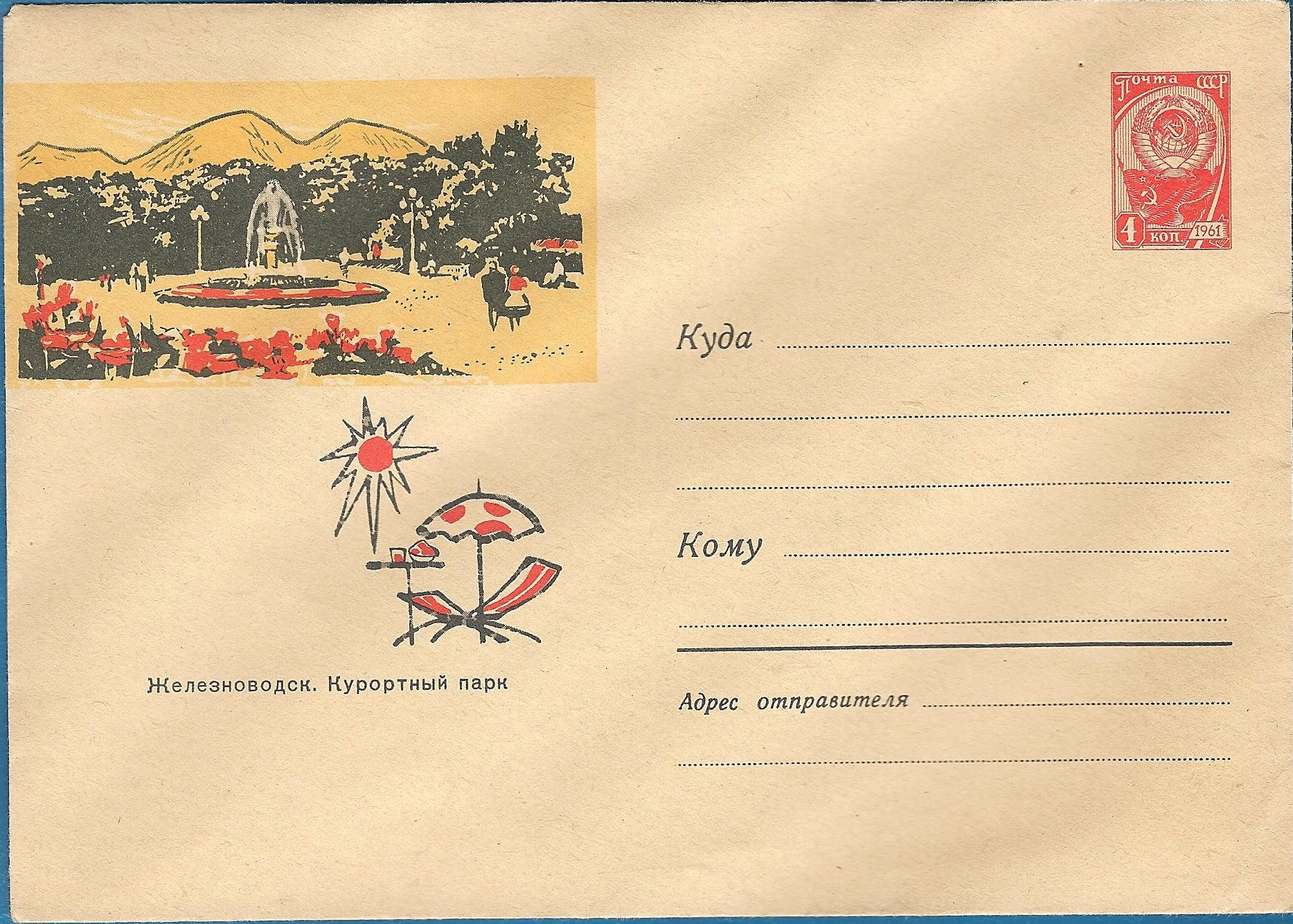
Художественный маркированный конверт «Железноводск. Курортный парк». 7/V 1964 г. Художник: А. В. Борисов
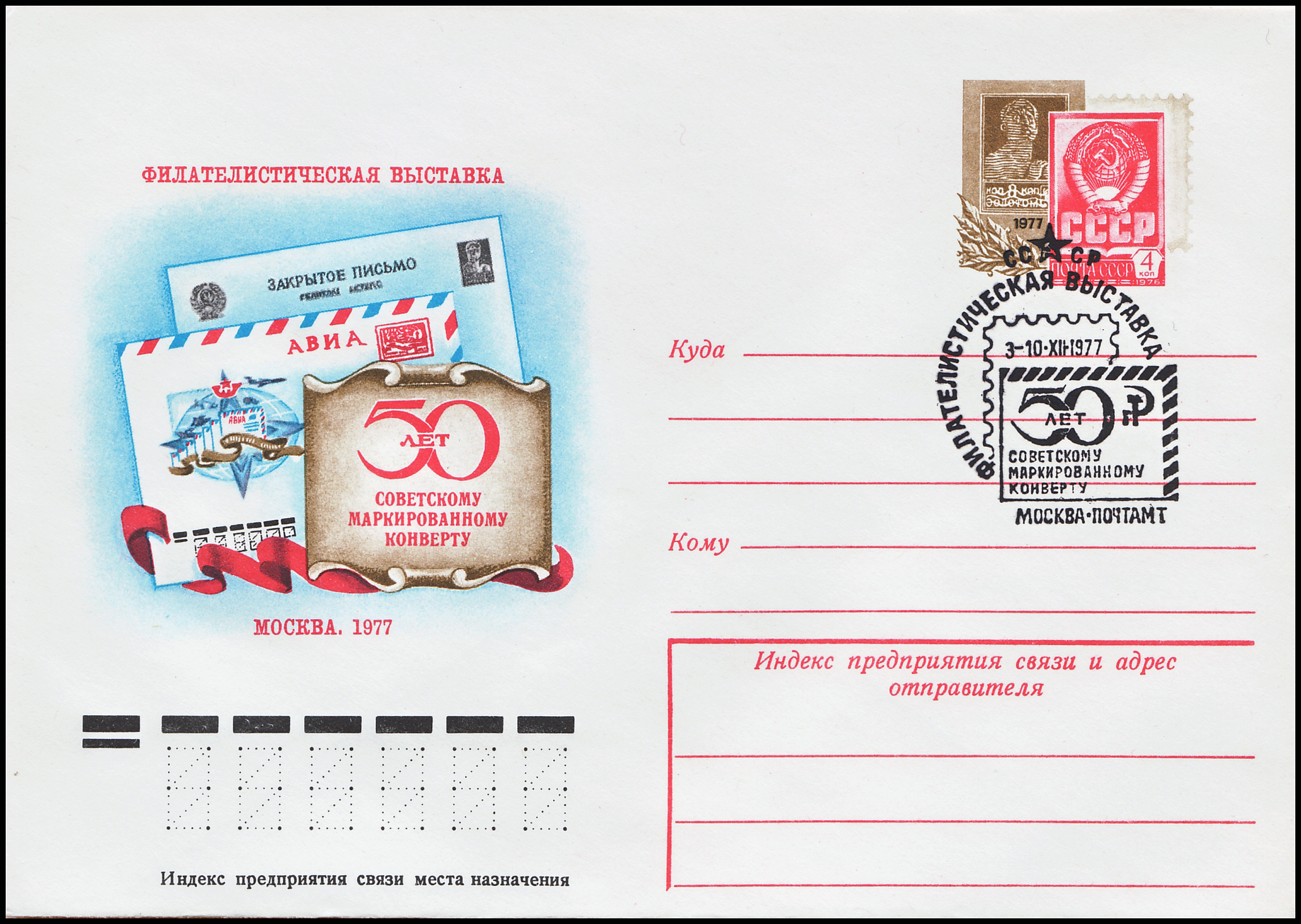
Конверт с оригинальной маркой и спецгашением в честь филателистической выставки «50 лет советскому маркированному конверту», 1977 (ЦФА [АО «Марка»] № 37)
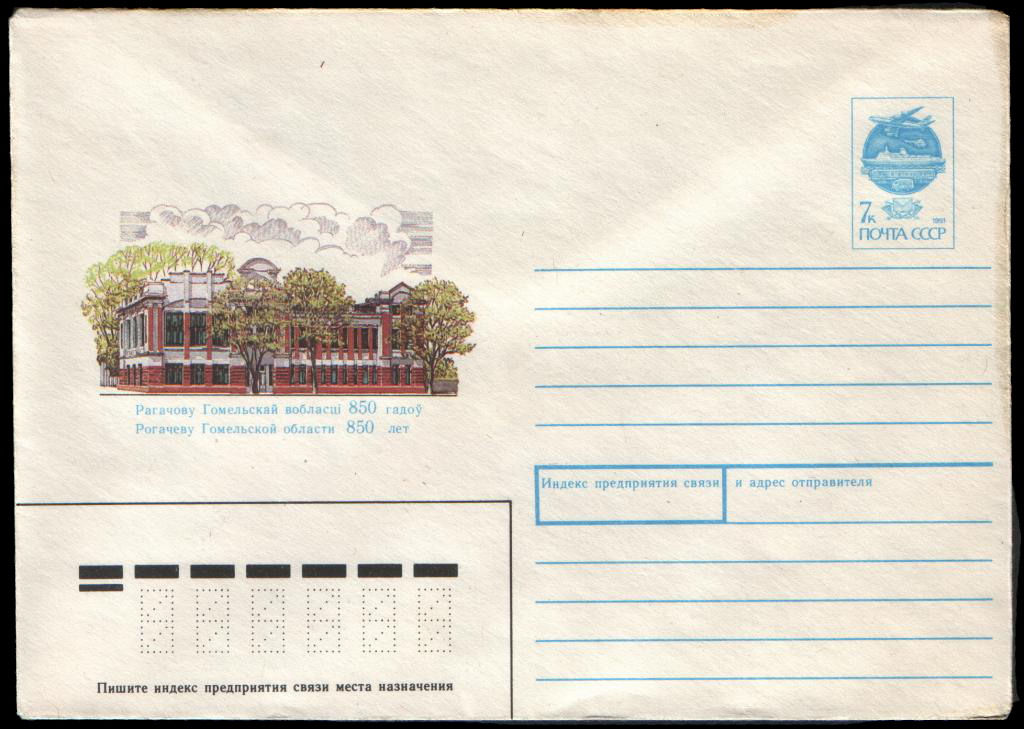
Последний художественный маркированный конверт СССР (1992)
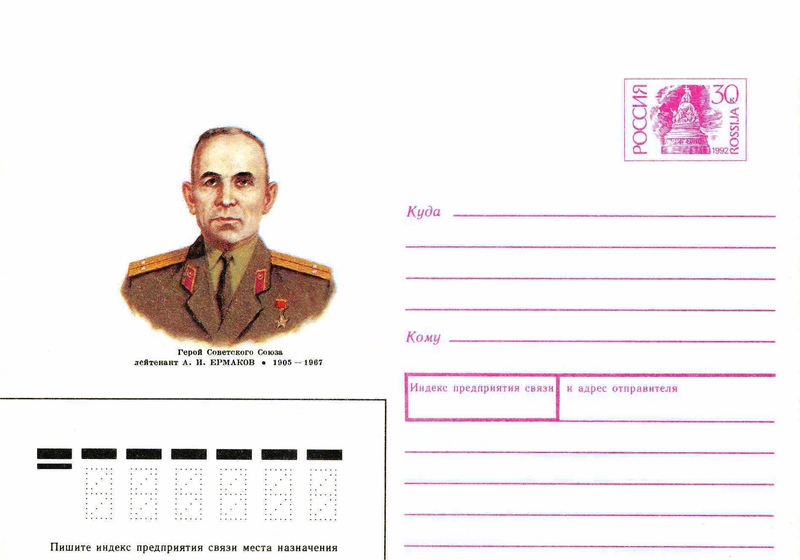
Первый художественный маркированный конверт России (1992)

## Каталоги
Первый каталог «Художественные маркированные конверты СССР» был издан в 1968 году. В нём были перечислены и систематизированы конверты за 1953—1967 годы. В дальнейшем к этому каталогу выпускались дополнения. Известны также другие каталоги, описывающие конверты этого и похожих типов, включая тематические, например:
- Каталог рекламно-агитационных почтовых карточек и конвертов. СССР. 1924—1980 / Под ред. В. Б. Загорского. — 2-е изд. — СПб.: Стандарт-Коллекция, 2008. — 96 с. — ISBN 978-5-902275-32-9. (Дата обращения: 20 апреля 2011)
- Космонавтика на художественных маркированных конвертах СССР и России: каталог-справочник / Авт.-сост. О. Ю. Забурдаев. — М.: Синергия, 2005. — 114 с. — ISBN 5-7368-0268-6.
- Лапкин А. А. Художественные маркированные конверты: [Каталог] / Авт.-сост. А. А. Лапкин. — Зеленоград: Изд-во «Лика», 2004—2008.
  - Ч. I: 1953—1960 гг. — 2004. — 145 с. — ISBN 5-98020-006-1.
  - Ч. II: 1960—1967 гг. — 2004. — 242 с. — ISBN 5-98020-006-1.
  - Ч. III, Кн. 1: 1967—1969 гг. — 2005. — 165 с. — ISBN 5-98020-034-7.
  - Ч. III, Кн. 2: 1970—1974 гг. — 2005. — 169 с. — ISBN 5-98020-034-7.
  - Ч. III, Кн. 3: 1974—1977 гг. — 2005. — 173 с. — ISBN 5-98020-034-7.
  - Ч. IV, Кн. 1: 1977—1979 гг. — 2007. — 118 с. — ISBN 978-5-98020-051-0.
  - Ч. IV, Кн. 2: 1980—1982 гг. — 2007. — 124 с. — ISBN 978-5-98020-051-0.
  - Ч. V, Кн. 1: 1982—1985 гг. — 2008. — 137 с. — ISBN 978-5-98020-051-0.
  - Ч. V, Кн. 2: 1986—1989 гг. — 2008. — 125 с. — ISBN 978-5-98020-051-0.
  - Ч. VI: 1989—1992 гг. — 2008. — 126 с. — ISBN 978-5-98020-051-0.
- Маркированные конверты России 1992—2011 гг. Каталог-справочник. Книга 1 (1992—2003 гг.). Книга 2 (2004—2011 гг.) / Авт.-сост. М. В. Кругов. — М.: АйБиПринт, 2011—2012. — 166 с. + 286 с.
- Пищенко В. И. Фауна на маркированных конвертах СССР, 1926—1959 гг.: каталог-справочник / Под ред. Е. А. Обухова. — М.: ИТЦ «Марка», 2006. — 79 с. — (Прил. к журн. «Филателия» № 7, 2006). (Дата обращения: 20 апреля 2011)
- Пищенко В. И. Фауна на маркированных конвертах СССР, 1959—1964 гг.: каталог-справочник / Под ред. Е. А. Обухова. — М.: ИТЦ «Марка», 2006. — 79 с. — (Прил. к журн. «Филателия» № 12, 2006). (Дата обращения: 20 апреля 2011)
- Пищенко В. И. Фауна на маркированных конвертах СССР, 1964—1968 гг.: каталог-справочник. — М.: ИТЦ «Марка», 2007. — 79 с. — (Прил. к журн. «Филателия», № 6, 2007). (Дата обращения: 20 апреля 2011)
- Пищенко В. И. Фауна на маркированных конвертах СССР, 1968—1973 гг.: каталог-справочник. — М.: ИТЦ «Марка», 2007. — 79 с. — (Прил. к журн. «Филателия», № 12, 2007). (Дата обращения: 20 апреля 2011)
- Пищенко В. И. Фауна на маркированных конвертах СССР, 1973—1977 гг.: каталог-справочник / Отв. ред. Е. А. Обухов. — М.: ИТЦ «Марка», 2008. — 79 с. — (Прил. к журн. «Филателия» № 9, 2008). (Дата обращения: 20 апреля 2011)
- Рекламно-агитационные почтовые карточки и конверты. СССР, 1924—1980: каталог. — СПб.: Стандарт-Коллекция, 2008. — 93 с. — ISBN 978-5-902275-32-9.
- Художественные маркированные конверты СССР. Каталог, каталог-справочник. 1953—1983 / Авт.-сост. Солиман Иванович Нагель-Арбатский, Василий Адамович Орлов, Николай Васильевич Орлов. — ЦФА «Союзпечать», Министерство связи СССР. ВОФ. — М.: Изд-во «Связь», «Радио и связь», 1968—1987.
  - Ч. I. Каталог. 1953—1967 / Авт.-сост. С. И. Нагель-Арбатский, В. А. Орлов. — ЦФА «Союзпечать». — М.: Изд-во «Связь», 1968. — 224 с.
  - Ч. II. Каталог. 1968 / Авт.-сост. В. А. Орлов, С. И. Нагель-Арбатский. — ВОФ. — М.: Изд-во «Связь», 1971. — 85 с.
  - Ч. III. Каталог. 1969 / Авт.-сост. В. А. Орлов, Н. В. Орлов. — ВОФ. — М.: Изд-во «Связь», 1971. — 72 с.
  - Ч. IV. Каталог. 1970 / Авт.-сост. В. А. Орлов, Н. В. Орлов. — ВОФ. — М.: Изд-во «Связь», 1972. — 64 с.
  - Ч. V. Каталог. 1971 / Авт.-сост. В. А. Орлов, Н. В. Орлов. — ВОФ. — М.: Изд-во «Связь», 1973. — 72 с.
  - Ч. VI. Каталог. 1972 / Авт.-сост. В. А. Орлов, Н. В. Орлов. — ВОФ. — М.: Изд-во «Связь», 1974. — 80 с.
  - Ч. VII. Каталог. 1973 / Авт.-сост. В. А. Орлов, Н. В. Орлов. — ВОФ. — М.: Изд-во «Связь», 1975. — 89 с.
  - Ч. VIII. Каталог-справочник. 1974—1976 / Авт.-сост. В. А. Орлов, Н. В. Орлов. — ВОФ. — М.: Изд-во «Связь», 1980. — 216 с.
  - Ч. IX. Каталог-справочник. 1977—1979 / Авт.-сост. В. А. Орлов, Н. В. Орлов. — ВОФ. — М.: Изд-во «Радио и связь», 1982. — 312 с.
  - Ч. X. Каталог-справочник. 1980—1981 / Авт.-сост. В. А. Орлов, Н. В. Орлов. — ВОФ. — М.: Изд-во «Радио и связь», 1984. — 120 с.
  - Ч. XI. Каталог-справочник. 1982—1983 / Авт.-сост. В. А. Орлов, Н. В. Орлов. — ВОФ. — М.: Изд-во «Радио и связь», 1987. — 88 с.